# Петров Іван Семенович
Іва́н Семенович Петро́в (1924–1990) — український художник, майстер батального жанру, автор числе́нних діорам в музеях України, а також інших творів в різних жанрах живопису, графіки, оформленні книг. Заслужений художник Української РСР.

## Життєпис
Іван Петров народився 7 жовтня 1924 року в селі Миронівці, Ново-георгиевського району (Светловодського р-ну), Кіровоградської області. Батько — Петров Семен Іванович, матір — Петрова Лукия Михайлівна, дружина — Петрова Ніна Петрівна (1926–1995) скульптор.
З 1932 року жив в місті Родзинках Харківської області. У 1939 році поступив в Харківське художнє училище. У жовтні 1941 разом зі всіма студентами училища був направлений на підступи до міста Харкова для виконання оборонних ліній.
У листопаді 1941 мобілізований як допризовник і евакуйований в місто Сталінград. З грудня 1941 по серпень 1942 працював на Сталінградському заводі «Червоний жовтень». У серпні — вересні 1942 — автоматник Сталінградського винищувального робочого батальйону. З жовтня 1942 по березень 1943 — навідник знаряддя середніх танків 31 танкового полку. З березня 1943 по грудень 1945 на лікуванні і роботі в евакогоспітале № 1848.
У січні 1946 року на підставі Указу Президії Верховної Ради СРСР демобілізований і направлений в місто Тулу. У вересні 1946 продовжив навчання на 4 курсі Харківського художнього училища. У 1948 році, після закінчення Харківського училища, поступив в Київський державний художній інститут, який закінчив в липні 1954 року, в майстерню історіко-батальной живопису професора К. Д. Трохименко, учня Н. С. Самокиша. У 1954, як один з найкращих випускників, був направлений Міністерством культури Українською РСР викладати в Кримське художнє училище ім. Н. С. Самокиша. З 1961 року в Союзі художників СРСР.
І. С. Петров помер 3 липня 1990 року.

## Родина
Дружина — Ніна Петрівна Петрова (1928–1995) скульптор.

## Творчість
Іван Семенович Петров працював в історичному і батальному жанрі в живописі і графіці. Його роботами оформлено близько 30 книг. На всю його творчість вплинула Велика Вітчизняна війна, безпосереднім учасником якої Івану Петрову довелося стати в юні роки. Художник створив більше десятка масштабних батальних діорам і безліч історичних полотен, які знаходяться в музеях України. Брав участь в численних вітчизняних і зарубіжних виставках, вів велику воєнно-шефськую і просвітницьку роботу, направлену на формування патріотичної самосвідомості, інтересу до історії держави, усвідомлення особового впливу на хід історії.
У 1983 році И. С. Петров був удостоєний звання Заслуженого художника Українською РСР.
Роботи художника і тепер експонуються на виставках в Україні і за її межами, і займають гідне місце у зібраннях музеїв.

### Деякі роботи І.С.Петрова
- «Богдан Хмельницький і польські посли»
- «Узяття Бахчисараю військами графа Мініха в 1735 році»
- «Спогади»(М. І. Калінін на Мекензієвих висотах)
- «Сиваш. Коса Пекло» створена в 1974 році
- «Поєдинок»
- «Партизанський ліс»
- «Сиваш 1920» (серія батально-історічеських творів живопису)
- «На Південному фронті»
- «Біля Чонгарського моста»

### Діорами
- Діорама «Штурм Перекопу в 1920 році» створена в 1958 році, розмір 212×760×170
- Діорама «Облога Корсуня військами київського Князя Володимира в 989 році» створена в 1959 році, розмір 200×530×130. Музей Національний заповідник «Херсонес Таврійський».
- Діорама «Бой партизан в Бешуйськой долині 1944» створена в 1967 році
- Діорама «Штурм Перекопського валу в 1920 році»
- Діорама «Розгром Врангеля під Ішунью 1920»
- Діорама «Бой за Каховський плацдарм в 1920 році»
- Діорама «Десантна операція по узяттю Новоросійська» у співавторстві з А. Шиповим створена в 1976 році
- Діорама «Перший бій партизан під Кокосаном» створена в 1979 році
- Діорама «Нічна операція кримських партизан в с. Ароматне (Розенталь)» у співавторстві с л. Лабенком створена в 1981 році,
- Діорама «Бой за Старий Крим в 1944 році»
- Діорама «Бой на Кинбурнськой косі 1 (12) жовтня 1787 року, під командуванням генерал-аншефа А. Суворова» створена в 1989 році, місце експонування — Херсонський обласний краєзнавчий музей.

### Виставки
- 1957 — Ювілейна виставка, присвячена 40-летію Радянської влади.
- 1960 — Художня виставка «Радянська Україна».
- 1960 — Кримська обласна художня виставка, присвячена декаді української літератури і мистецтва в Москві.
- 1961 — Кримська обласна художня виставка, присвячена XXII з'їзду КПРС.
- 1963 — Обласна художня виставка, присвячена 45-летію Жовтневої соціалістичної революції.
- 1963 — Республіканська художня виставка 1963 роки.
- 1964 — Виставка творів кримських художників.
- 1968 — Виставка, присвячена 50-летію ВЛКСМ.
- 1969 — Кримська обласна ювілейна художня виставка.
- 1969 — Каталог двох ланок пересувної ювілейної виставки «50 років ВЛКСМ».
- 1969 — Виставки акварелі і малюнка художників Криму.
- 1970 — Кримська обласна художня виставка, присвячена 100-летію з дня народження В. И. Леніна.
- 1970 — Екслібриси Криму XIII конгрес екслібрістов; Будапешт
- 1970 — Виставка «Мистецтво Екслібриса»; Сімферополь.
- 1970 — Виставка, присвячена 25-летію Перемоги над фашисткою Німеччиною.
- 1970 — Художники Криму — до Радянського фонду світу.
- 1971 — Персональна виставка «Гравюра ∙ Акварель ∙ Малюнок».
- 1973 — Обласна весняна виставка робіт кримських художників.
- 1973 — Музей истории боевой и трудовой славы железнодорожников Литвы. EXLibris Крым. Выставка — «Экслибрисы художников Крыма». (из коллекции В. М. Манжуло).
- 1974 — Персональная выставка живописи.
- 1974 — Выставка произведений крымских художников, посвящённая 30-летию освобождения Крыма от немецко-фашистских захватчиков.
- 1974, 26 марта — Выставка, посвящённая 181-му заседанию московского клуба EXL.
- 1974 — Выставка произведений крымских художников; Кечкемет (ВНР).
- 1975 — Екслібриси художників Криму; Канськ.
- 1975 — Обласна художня виставка, присвячена 30-летію Перемоги у Великій Вітчизняній війні.
- 1976 — Обласна художня виставка, присвячена XXV з'їзду КПРС.
- 1976 — Обласна весняна виставка робіт художників Криму.
- 1978 — Виставка творів кримських художників «Завжди напоготові», присвячена 100-летію з дня народження Ф. Э. Дзержінського.
- 1979 — Республіканська художня виставка, присвячена 100-летію з дня народження Ф. Э. Дзержінського.
- 1980 — 60 років ВЛКСМ, республіканська художня виставка.
- 1981 — Республіканська художня виставка, присвячена 35-летію Перемоги над фашизмом.
- 1981 — Виставка Екслібриса, присвячена 60-летію утворення СРСР.
- 1982 — Обласна художня виставка «35 років Великої Перемоги».
- 1986 — «Кримська графіка» виставка творів кримських художників.1988 — Республіканська виставка українського екслібриса.
- 1996 — Виставка: Іван Петров — живопис. Галерея Асоціації заповідників і музеїв Криму; Сімферополь
- 1998 — Виставка «Kleine Bilder — ganz groβ». Німеччина
- 2008 — Виставка: Іван Петров — живопис і графіка 50 х-60 х років. Сімферопольський художній музей.